# The Voyager: A Tale of Old Canada
The Voyager: A Tale of Old Canada è un cortometraggio muto del 1911 sceneggiato, diretto e interpretato da Hobart Bosworth.

## Produzione
Il film fu prodotto dalla Selig Polyscope Company.

## Distribuzione
Distribuito dalla General Film Company, il film - un cortometraggio di 204,2 metri - uscì nelle sale cinematografiche statunitensi il 15 settembre 1911. Nelle proiezioni, veniva programmato con il sistema dello split reel, accorpato in un'unica bobina con un altro cortometraggio prodotto dalla Selig, il documentario Sight Seeing Trip Through Boston.